# 澳洲擬線鱸
澳洲擬線鱸，為輻鰭魚綱鱸形目鱸亞目鮨科的其中一種，分布於東南太平洋的復活節島海域，棲息深度21-42公尺，體長可達6.7公分，生活在礁石區，為底棲性魚類，屬肉食性，生活習性不明。

## 擴展閱讀
維基物種上的相關：澳洲擬線鱸